# 联合国和平广场
联合国和平广场（United Nations Peace Plaza）位于美国独立城 (密苏里州)，开辟于1997年10月27日，2003年4月25日联合国秘书长科菲·安南为其正式揭幕，其创作者称之为“世界上唯一献给联合国维持和平部队战士的纪念碑 ...”。12.5英尺的雕像被雕塑家汤姆·科尔宾命名为“女孩与鸽子”。
2006年12月11日，联合国秘书长安南在密苏里州独立城的杜鲁门总统图书馆作任内最后发言，然后来到联合国和平广场献花。

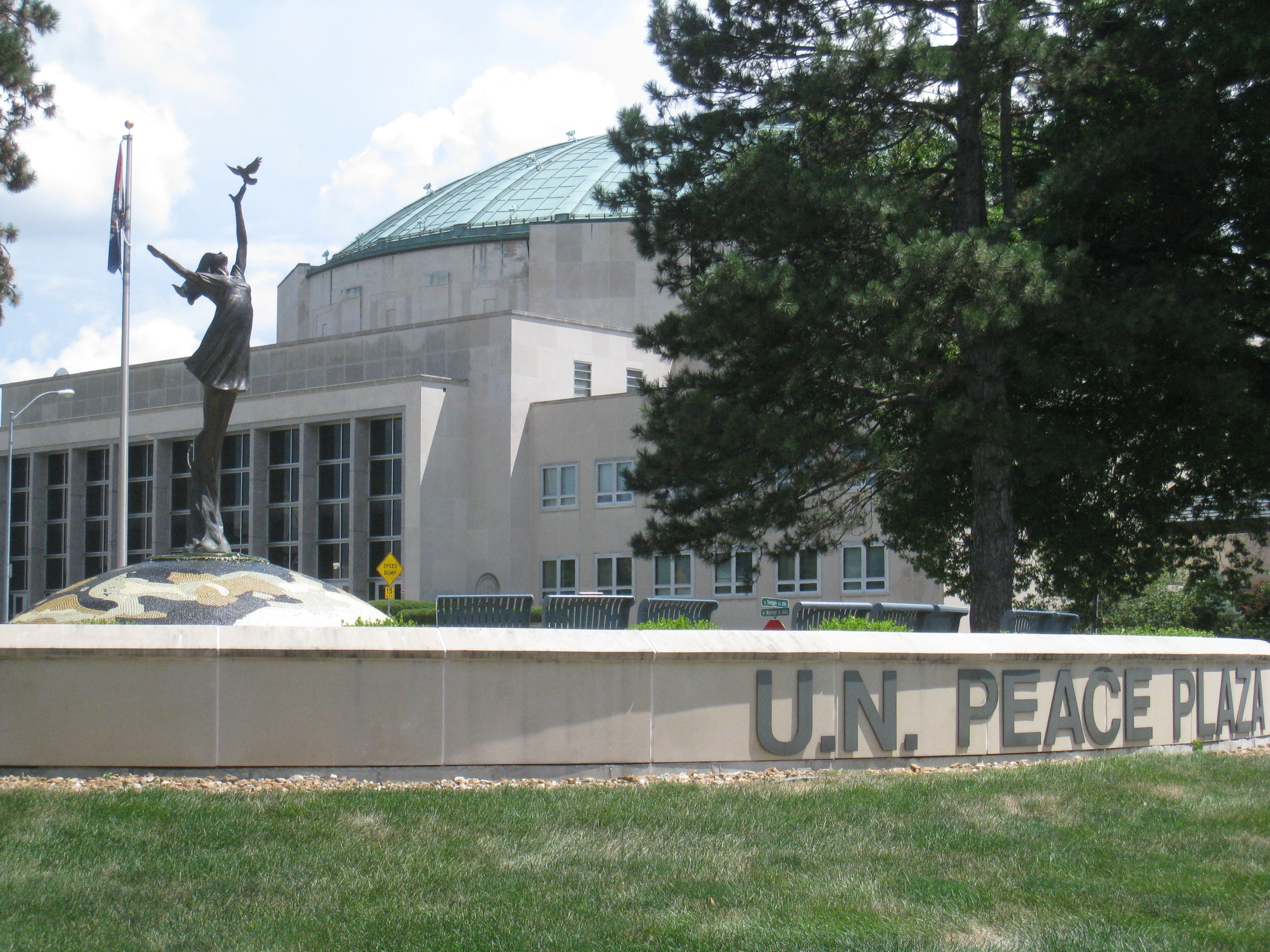